# Рідотто
«Рідотто» (італ. Il Ridotto — «приватна кімната») — перший державний заклад для азартних ігор на Заході, створений 1638 року за розпорядженням уряду Венеції. Знаходився у палаці Дандоло.

## Етимологія
Термін «ridotto» (у множині: «ridotti») походить від італійського «ridurre», що означає «закрити» або «зробити приватним». Спочатку словом «рідотто» називали фоє театру, куди люди ходили поїсти під час антрактів. Згодом воно стало означати нелегальні гральні клуби, які пропонували азартні ігри членам дворянства Венеції в районі Ріальто.

## Історія
Перші клуби рідотто виникли після того, як венеціанська влада спробувала заборонити азартні ігри у місті. Через неефективність такого рішення Велика рада Венеції у 1638 році відкрила свій «Рідотто» з нагоди щорічного весняного карнавалу міста. Державний гральний будинок «Рідотто» став першим публічним легальним комерційним казино на Заході, яке було відкрито через кілька століть після подібних гральних закладів у Китаї.
Перше казино у Венеції об'єднало інтереси комерційних гравців (які отримували прибуток від ігор) та урядових органів (які прагнули узаконити азартні ігри для громадського порядку та збільшення державних доходів). Також приклад «Рідотто» став першою моделлю використання доходів від азартних ігор, як частини фінансування держави.

## Ера казино
Казино знаходилось у чотириповерховому крилі палацу Дандоло. Приміщення «Рідотто» мало довгий вестибюль, їдальні та інші зали. Проте ігрові столи переважно розташовувалися на верхніх поверхах.
Відповідно до оригінального статуту казино, доступ до «Рідотто» був відкритий для громадськості. Однак через високі ставки та формальний дрес-код лише дворяни могли дозволити собі грати за столами казино. Одна з таких дискримінаційних заборон, наприклад, полягала в тому, що гравці повинні були носити трикутні капелюхи та маски, щоб брати участь в азартних іграх у «Рідотто». Крім того, менш заможним венеціанцям було заборонено робити ставки за столами в казино.
У «Рідотто» було дві основні азартні гри — бірібі та базетта. Бірібі була грою, схожою на лотерею, в якій гравці робили ставки на один із 70 можливих варіантів. Співробітник казино витягував число з мішка, і кожен, хто ставив на це число, вигравав банк гри. Базета — це популярна в 16-17 століттях карткова гра, яка являє собою суміш блекджеку, покеру і джин рамі. Гравцям, які виграли, пропонувалася сума виплати, яка у 60 разів перевищувала їхню початкову ставку. Пізніше базета поступилась популярністю картковій грі фаро, яка набула розквіту в США.

## Закриття
1774 року венеційський реформатор Джорджо Пізані запропонував місту закрити Рідотто, «щоб зберегти благочестя, здорову дисципліну та помірковану поведінку». Клопотання Пізані було прийнято переважною більшістю голосів, і того ж року казино було закрито.

## Фото

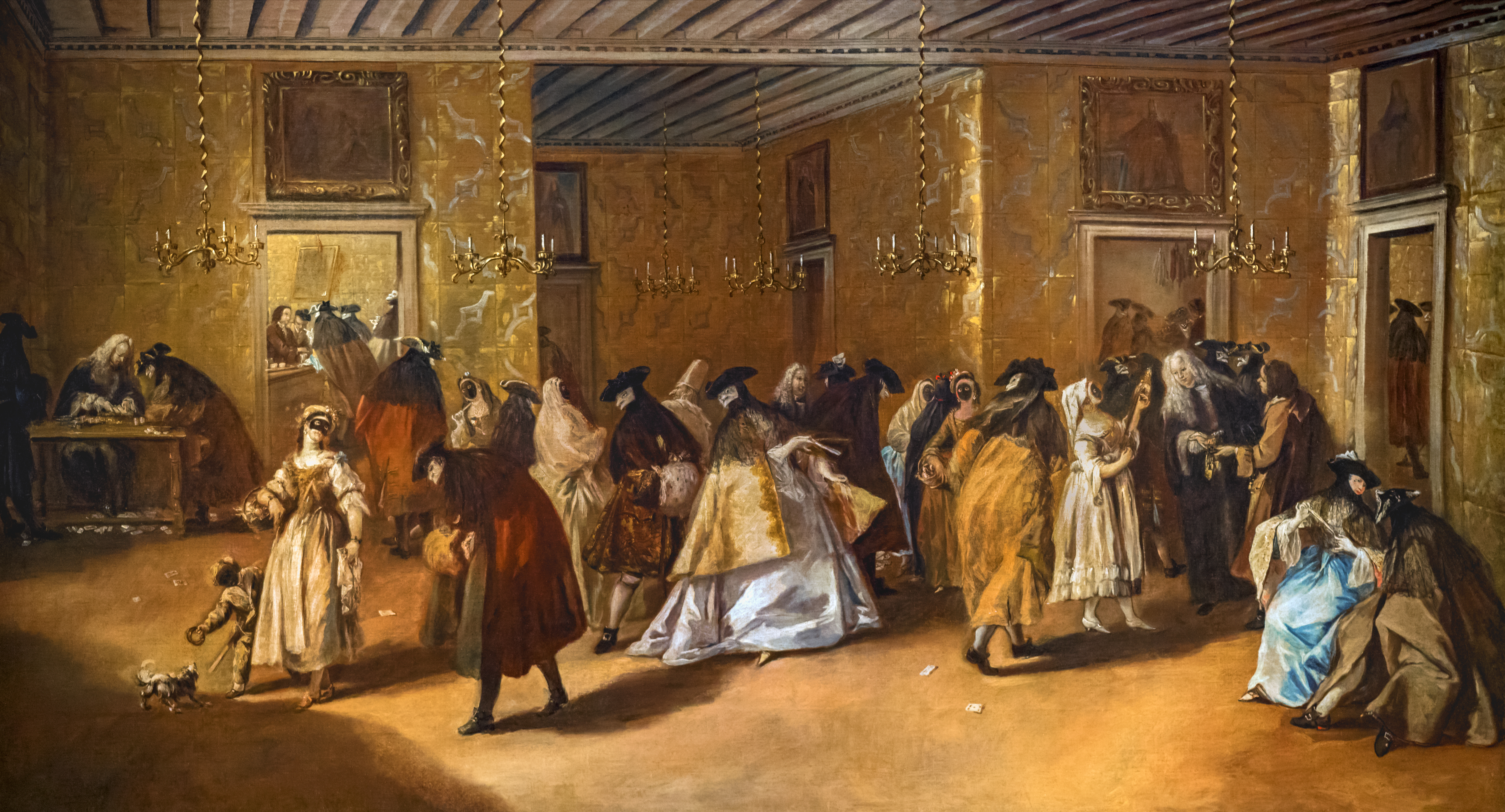
Казино «Рідотто» Франческо Гварді
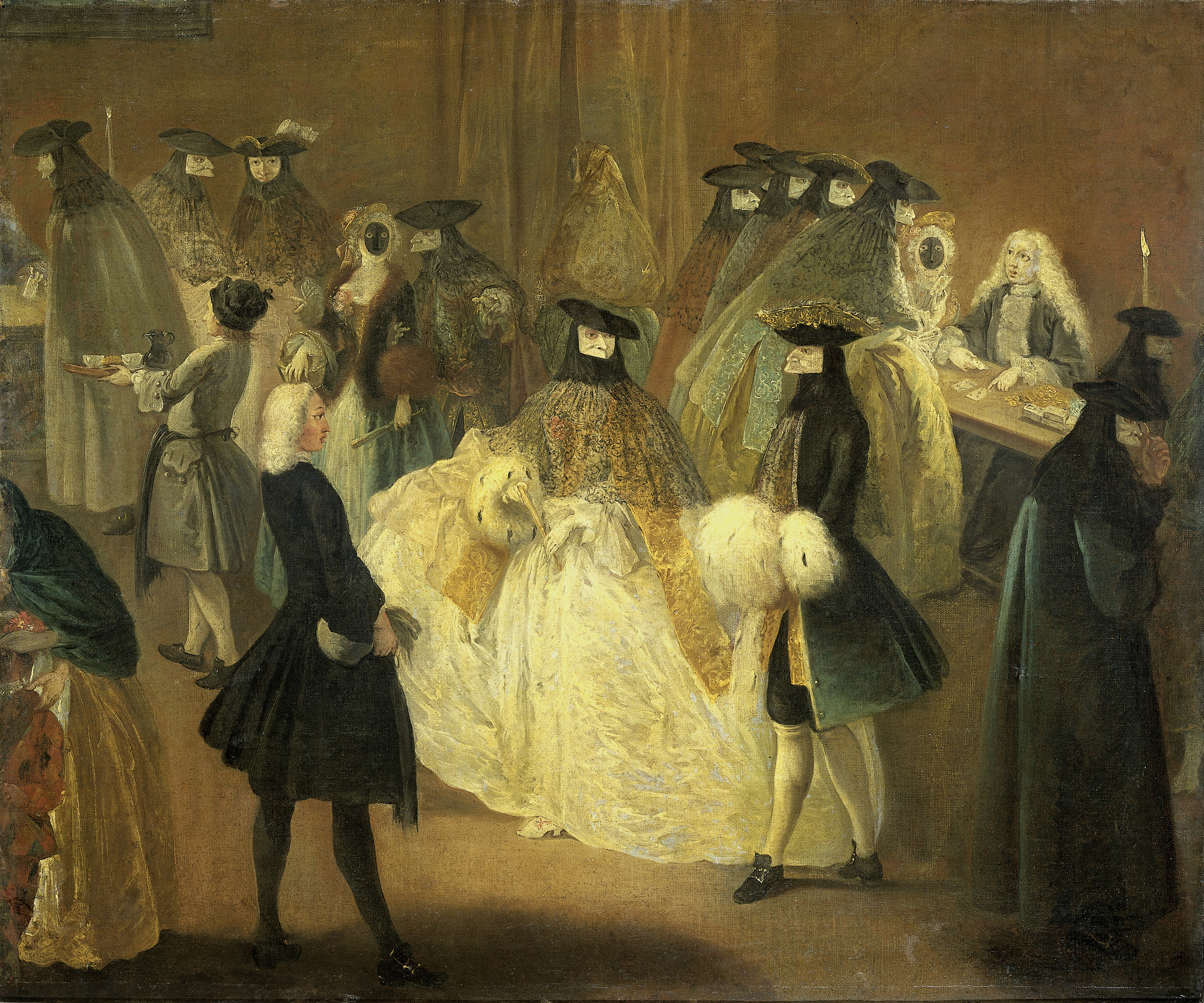
Казино «Рідотто» П'єтро Лонгі
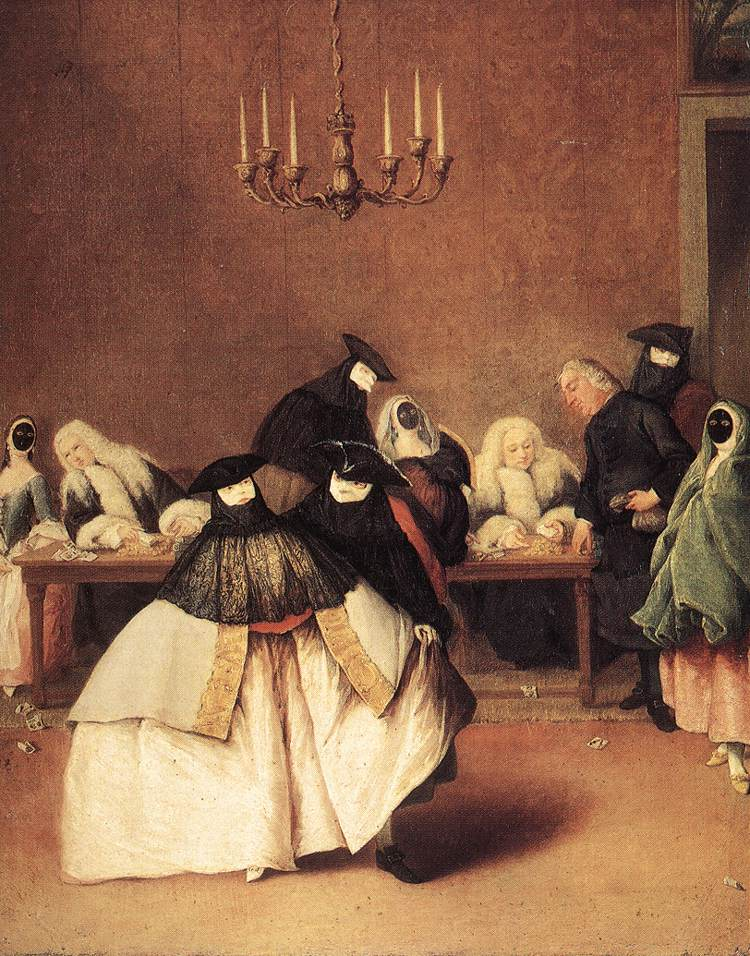
Казино «Рідотто» П'єтро Лонгі